# Viktor Waidlich
Viktor Waidlich (14. září 1918 Kříše – 28. května 1949 Litvínov) byl český sklenář a voják, který zemřel v květnu 1949 při snaze o zatčení příslušníky Státní bezpečnosti.

## Životopis
Narodil se v roce 1918 v obci Kříše, která je od roku 1961 částí obce Břasy. V dětství se rodina přestěhovala do Teplic-Šanova. V mládí se poté vyučil sklenářem. 16. dubna 1939 opustil území okupované Československé republiky. Během druhé světové války vykonával zpravodajskou a operativní činnost pro britského atašé a byl stíhán gestapem. Podle dalších zdrojů byl během války nasazen na nucené práce v Kielu. V prosinci 1944 měl odcestovat do Švýcarska a poté 22. prosince vstoupil na půdu Velké Británie, kde se dobrovolně hlásil k československé branné moci. Prošel dvouměsíčním výcvikem ve městě Cosford, Shropshire. Poté byl 28. dubna 1945 převelen jako příslušník pozemního personálu k 311. československé bombardovací peruti RAF. Za své počínání obdržel československou vojenskou pamětní medaili se štítkem „VB“. Po konci války armádu opustil jako svobodník (tato hodnost mu byla udělena v červnu 1945). Od srpna 1945 se usadil v Litvínově, kde žil se svou ženou.
Kvůli své minulosti a působení v RAF byl po Únoru 1948 pronásledován komunistickým režimem,který ho chtěl spolu s plukovníkem in memoriam Jaromírem Nechanským a dalšími dvěma vojáky odsoudit v politickém procesu. Při pokusu o zatčení 28. května 1949, se Viktor Waidlich bránil, přičemž při nastalé přestřelce s příslušníky Státní bezpečnosti zemřel, když zřejmě spáchal sebevraždu. V jeho rodných Břasech připomíná jeho památku na jeho rodném domě pamětní deska.